# Ostróda
Ostróda (germană Osterode in Ostpreußen) este un oraș în Polonia.